# Église de Tuira
L'église de Tuira (en finnois : Tuiran kirkko) est une église en pierre située dans le quartier de Tuira à Oulu en Finlande,. 

## Description
L'église est construite à l'origine comme une salle de prière, pour laquelle elle a été consacrée le 25 août 1916.
Le bâtiment est conçu par Harald Andersin dans un style du nationalisme romantique.
L'extension, conçue par l'architecte Mikko Huhtela, a été achevée en 1967.
La nef peut accueillir jusqu'à 240 personnes.
Les vitraux de l'église la naissance du Christ et l'Ascension du Christ sont réalisés par le peintre Paavo Leinonen. 
Le crucifix est l’œuvre du sculpteur Martti Tarvainen.